# Hylesia rex
Hylesia rex är en fjärilsart som beskrevs av Dyar 1913. Hylesia rex ingår i släktet Hylesia och familjen påfågelsspinnare. Inga underarter finns listade i Catalogue of Life.